# Odkrycia i badania Australii i Oceanii

## Odkrycie Australii
Terra Australis była legendarnym kontynentem umieszczonym przez Ptolemeusza na jego mapie. Było to podyktowane koncepcją konieczności zachowania równowagi kuli ziemskiej. Według niej, by glob zachował swe wertykalne położenie, na południu musiał istnieć kontynent o podobnych co Eurazja rozmiarach, równoważący ciężar północnej masy lądowej. Pierwszym wyłomem w ptolemejskim obrazie świata było odnalezienie wschodniej drogi do Indii (według ptolemejskiej wizji, zagrodzonej kontynentem południowym). Koncepcję tę obaliło ostatecznie odkrycie Australii i uzmysłowienie faktu, że jest ona stosunkowo niewielkim lądem. Ostatecznej korekty dokonano odkrywając Antarktydę.
Australia, podobnie jak Antarktyda, pozostała w zupełnej izolacji od reszty świata aż do połowy XVIII wieku. Nie była znana także cywilizacjom wschodnioazjatyckim, choć zamieszkiwana była przez Aborygenów – lud przybyły prawdopodobnie z Azji południowo-wschodniej kilkadziesiąt tysięcy lat przed odkryciem Australii.

## Odkrycie Oceanii
Oceania – wyspiarski region na Oceanie Spokojnym pozostał nieznany dla Europejczyków do czasów wielkich odkryć, choć do kultur Orientu docierały pewne informacje na temat tego regionu. Arabski geograf Al-Masudi w X wieku podaje, że na Morzu Wschodnim znajduje się 1900 wysp. Dokładniejsze oszacowanie wielkości regionu podają źródła chińskie, za którymi Marco Polo podawał, że takich wysp istnieje aż 7440. W średniowieczu zachodnie wybrzeża Nowej Gwinei miały kontakt z ówczesnymi królestwami znajdującymi się na terenach dzisiejszej Indonezji. Nowa Gwinea jest wspominana w rękopisie Nagarakretagama (1365 r.) który zawiera szczegółowe opisy cesarstwa Majapahit.
Odkrycie Oceanii przez Europejczyków nastąpiło jednocześnie z dwóch kierunków. Pierwszym, który żeglował przez Oceanię był Ferdynand Magellan. Choć można uznać go za oficjalnego odkrywcę Polinezji, ani on, ani jego następcy nie zdawali sobie sprawy z rozległości archipelagu. Magellan zaledwie otarł się o północny kraniec Polinezji odkrywając parę wysepek z grupy Tuamotu we wschodniej Polinezji oraz Mariany nazwane przez niego Wyspami Złodziejskimi i na koniec Filipiny. Podobnie inni podróżnicy hiszpańscy, zwykle wyruszając z Meksyku kierowali się ku północy, a przez to skutecznie omijając największe skupiska wysp.
Portugalczycy, którzy zmonopolizowali szlak wschodni (dookoła Afryki), w pierwszym okresie opanowali tamtejsze rynki i byli zainteresowani raczej kapitalizowaniem zysków niż nowymi odkryciami. Dochodziło do nich wskutek przypadku, a najczęściej błędów nawigacyjnych. Np. 1526 Jorge de Meneses zepchnięty przez burzę morską wylądował na wyspie Biak, znajdującej się blisko północnego wybrzeża Nowej Gwinei. W 1528 w podobnych okolicznościach Hiszpan Alvaro de Saavedra dotarł do północnych wybrzeży tej wyspy jednocześnie odkrywając Wyspy Admiralicji oraz Wyspy Marshalla. W czasie dalszych wypraw biorących swój początek z Ameryki Południowej, głównie z Peru dały kolejne odkrycia: zachodnie Karoliny, wyspy Palau oraz Archipelag Bismarcka. W 1567 Alvaro Mendana de Neyra odkrył Wyspy Lagunowe (Ellice) oraz południowe Wyspy Salomona, a w 1595 Markizy oraz niektóre z wysp Tokelau i wyspy Santa Cruz. W latach 1605–1606 Pedro Fernandes de Quirós oraz Luis Vaez de Torres dotarli do Nowych Hebrydów oraz do północnego przylądka Australii.
Brak znaczących odkryć spowodował utratę zainteresowania tym rejonem przez żeglarzy iberyjskich. Na krótko podjęli je Holendrzy. Szczególnie Jacob Le Maire i Willem Corneliszoon Schouten, którzy przybyli do Oceanii ze wschodu. Najwięcej jednak dokonał Abel Tasman odkrywając Tasmanię i Nową Zelandię, a także wyspy Tonga i Fidżi. W 1722 William Dampier i Jacob Roggeveen odkryli Wyspę Wielkanocną.
Aczkolwiek dokonano wielkiego dzieła odkrywczego, większość Oceanii pozostała niepoznana. Niedokładność pomiarowa i wyrywkowość odkryć nie pozwoliły wyrobić poglądów o rozległości i złożoności terytorialnej regionu. Obraz komplikuje fakt, że wiele odkryć pozostało tajemnicą (było to praktyką Hiszpanów) i uległo zapomnieniu.

## Badania Oceanii
Do systematycznych badań Oceanii powrócono dopiero w drugiej połowie XVIII wieku. Współzawodniczyły w tym dwie potęgi morskie: Anglia i Francja.
W 1765 John Byron odkrył kilka archipelagów i wysp w tym znanych wcześniej Hiszpanom, między innymi Tokelau, Wyspy Gilberta i Salomona. W 1767 Philip Carteret wraz z Samuelem Wallisem odwiedził wyspy Santa Cruz oraz południową część Wysp Salomona i Wyspy Admiralicji. Przeprowadził też badania topograficzne Celebesu. Z kolei Francuz Louis Antoine de Bougainville w 1768 dotarł na Nowych Hebrydów, Wysp Salomona oraz odkrył rafy Morza Koralowego.
Największy jednak wkład w poznanie Oceanii wniósł James Cook – w czasie swych dwóch wypraw w 1771 i 1772 odkrył bez mała wszystko, co do odkrycia pozostało. Po jego podróżach znane już były w ogólnych zarysach wszystkie archipelagi Oceanii oraz większość największych wysp. Cook dał także podwaliny pod kartografię regionu. Od jego czasów zaczęły funkcjonować pierwsze zasługujące na zaufanie mapy regionu.
Po Cooku nastąpił okres badań szczegółowych. Zainicjował go w 1785 Francuz Jean François de Galaup La Pérouse wyprawą do Malezji, która zakończyła się jednak tragicznie. Wyprawa Anglika Williama Bligha także zakończyła się w nieoczekiwany sposób (słynny bunt na Bounty). Z większym szczęściem odbyły się wyprawy pod dowództwem Antoine d’Entrecasteaux – w 1791 zbadano Wyspy Admiralicji, Nową Kaledonię, Wyspy Salomona i Wyspy Lojalności. W 1826 inny francuski podróżnik Jules Sébastien Dumont d’Urville badał Nową Gwineę, Nowe Hebrydy, Fidżi, Mariany, Wyspy Tuamotu i inne. W roku 1871 George Vancouver dokładnie zbadał Hawaje. Na początku XIX wieku do badań Oceanii włączyli się także Rosjanie. W 1804 Iwan Kruzensztern przy okazji badań północnego Pacyfiku poznał topografię Markizów. Podobnie Otto Kotzebue badał Wyspy Marshalla i Hawaje w latach 1815. W 1819 Faddiej Bellingshausen opisał topografię Wysp Tuamotu, a Fiodor Litke w 1827 odkrył i zbadał wyspy Bonin i Karoliny. Wielkie znaczenie miała wyprawa Roberta Fitzroya w latach 1831–1836, w której udział wziął Karol Darwin oraz wyprawa Charlesa Wilkesa w 1838. W połowie XIX wieku wiedzę na temat Oceanii wybitnie powiększyli łowcy wielorybów polujący w tamtych rejonach.
Nowa Zelandia była poznawana stopniowo wraz z jej zasiedleniem przez kolonistów (w większości brytyjskich). Cennymi były tutaj prace austriackiego geologa Ferdinand von Hochstetera, zoologa Landelfelda oraz Andreasa Rischeka w latach 1881-86. Nową Gwineę badali między innymi d’Albertis i Beccari w 1882, Mikołaj Mikłucho-Makłaj w 1871, Otto Finsch od 1882 i MacGregor od 1890. Do innych znanych podróżników odwiedzających ten rejon należeli Ida Pfaiffer i Rudolf Poech. Badania wnętrza wielkich wysp Indonezji kontynuowano w XX wieku z wykorzystaniem techniki lotniczej.
Ostatnim epizodem odkrywczym były badania etnograficzne. Oceania okazała się rajem dla etnografów. Społeczeństwa wyspiarskie, od tysiącleci odizolowane od zewnętrznych wpływów kulturowych dały badaczom unikalną możliwość poznania korzeni kultury ludzkiej. Do najsłynniejszych etnografów należał Bronisław Malinowski działający w Indonezji w latach 1914-20, a wcześniej w Mikronezji. Mniej znana była działalność Jana Kubarego 1870-94.
W XX wieku spektakularne badania Polinezji prowadził Thor Heyerdahl. W 1947 roku odbył on wyprawę na tratwie Kon-Tiki z Peru do wysp Tuamotu, udowodniając teoretyczną możliwość skolonizowania Polinezji przez starożytnych Peruwiańczyków.

## Kalendarium odkryć w Australii i Oceanii
Lista zawiera najważniejsze odkrycia i podróże europejskich odkrywców od XVI do początku XX wieku.

### XVI wiek
- 1521 – Ferdynand Magellan, żeglarz portugalski w służbie hiszpańskiej podczas swej podróży dookoła świata odkrył wyspę Puka Puka w archipelagu Tuamotu, a następnie wyspy Mariany, które nazwał Ladrones (Wyspy Złodziejskie).
- 1526 – Jorge de Meneses, żeglarz portugalski, odkrył Nową Gwineę[2].
- 1527 – nieznani żeglarze hiszpańscy dopłynęli do Wysp Hawajskich.
- 1528 – Alvaro de Saavedra, żeglarz hiszpański dopłynął do północnego wybrzeża Nowej Gwinei oraz odkrył kilka wysp w archipelagu Karoliny, nadając im nazwę Islas de los Barbados (wyspy Brodaczów).
- 1529 – de Saavedra, w dalszym ciągu swej podroży odkrył Wyspy Marshalla, nadając im nazwę Islas de Buenos Jardines (Wyspa Pięknych Ogrodów).
- 1543 – Ruy López de Villalobos, żeglarz hiszpański, odkrył środkowe wyspy (Ngulu i Palau) w archipelagu Karoliny.
- 1545 – Inigo Ortiz de Retes(inne języki), żeglarz hiszpański, opłynął większą część północnego wybrzeża Nowej Gwinei, nadając jej tę właśnie nazwę.
- 1568 – Alvaro de Mendana, żeglarz hiszpański, odkrył wyspę Santa Isabel w Archipelagu Wysp Salomona, nadając wyspie i archipelagowi właśnie tę nazwę.
- 1595 – de Mendana w czasie swojej drugiej wyprawy na Ocean Spokojny, odkrył wyspy Markizy i wyspę Santa Cruz w Archipelagu Salomona.

### XVII wiek

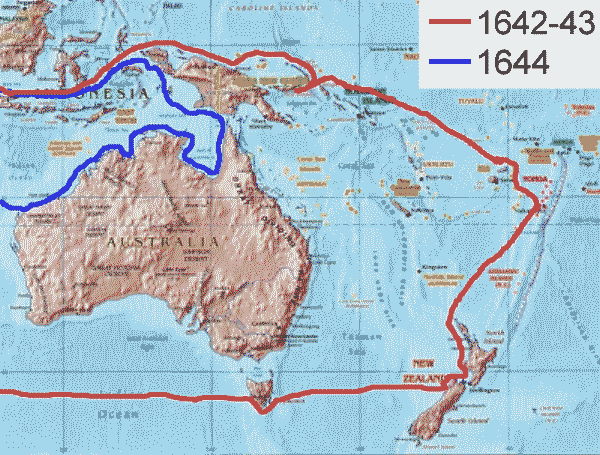
Wyprawy Tasmana w latach 1642–1643 i 1644 r.

- 1606 – Willem Janszoon, żeglarz holenderski, opłynął południowo-wschodnie wybrzeże Nowej Gwinei i północno-wschodnie wybrzeże Australii.
- 1606 – Luis Váez de Torres, żeglarz portugalski w służbie hiszpańskiej, opłynął południowe wybrzeże Nowej Gwinei, potwierdzając że jest to wyspa.
- 1616 – Dirk Hartog, żeglarz holenderski, dopłynął do zachodniego wybrzeża Australii (obecnie wyspa Dirk Hartog).
- 1619 – Fryderyk de Houtman i Jakub Edel, żeglarze holenderscy, dopłynęli do zachodniego wybrzeża Australii (obecnie Ziemia Edela)
- 1627 – Piotr Nuyts, żeglarz holenderski, wylądował na południowo-zachodnim wybrzeżu Australii (obecnie przylądek Nuyts).
- 1627 – holenderski kapitan Thijssen odkrył Wielką Zatokę Australijską, przepłynął wzdłuż jej zachodnich brzegów.
- 1636 – Henryk Paul, żeglarz holenderski, dopłynął wzdłuż południowego wybrzeża Australii do Wielkiej Zatoki Australijskiej.
- 1642-43 – Abel Tasman, żeglarz holenderski, odkrył Tasmanie i Nową Zelandię, uważając ją za część wielkiego południowego kontynentu, a w dalsze podroży odkrył wyspy Tonga i wyspy Fidżi.
- 1644 – Tasman w czasie swojej drugiej wyprawy zbadał północne wybrzeża Australii.
- 1688–1689 – William Dampier, żeglarz angielski, opłynął północne i zachodnie wybrzeża Australii.

### XVIII wiek
- 1722 – Jacob Roggeveen, żeglarz holenderski, odkrył Wyspę Wielkanocną i wyspy Samoa.
- 1767 – John Wallis, żeglarz angielski odkrył wyspę Tahiti, nadając jej nazwę Wyspy Jerzego III.
- 1768 – Louis Antoine de Bougainville, żeglarz francuski, lądował na wyspie Tahiti, nadając jej nazwę Nowej Cytery, a w dalszej podroży odkrył zachodnie wyspy Archipelagu Salomona i Archipelag Luizjady przy wybrzeżu Nowej Gwinei.
- 1769-71 – James Cook, żeglarz angielski, w czasie swej pierwszej wyprawy na Ocean Spokojny opłynął Nową Zelandię i ustalił jej charakter podwójnej wyspy, opłynął wschodnie wybrzeże Australii, nadając temu rejonowi nazwę Nowej Południowej Walii oraz zbadał ciągnącą się wzdłuż wybrzeża Wielka Rafę Koralową.
- 1772-75 – Cook w trakcie swojej drugiej wyprawy na Ocean Spokojny odkrył archipelag Nowa Kaledonia i wyspy nazwane później Wyspami Cooka.
- 1776-79 – Cook w czasie swej trzeciej i ostatniej wyprawy na Ocean Spokojny odkrył Wyspy Hawajskie nadając im nazwę wysp Sandwich.
- 1798 – Jerzy Bass i Matthew Flinders, żeglarze angielscy, zbadali cieśninę Bassa dzielącą Australię od Tasmanii i opłynęli Tasmanię.

### XIX wiek
- 1803 – Flinders opłynął wokół Australię.
- 1804-05 – pierwsza rosyjska wyprawa dookoła świata pod dowództwem Iwana Kruzenszterna zbadała m.in.: Markizy i Hawaje.
- 1814 – Samuel Marsden, misjonarz angielski, badał Nową Zelandię, dając początek kolonizacji wyspy.
- 1815 – D. Blaxland i William Wenworth, podróżnicy australijscy, przeszli po raz pierwszy Alpy Australijskie.
- 1828-29 – Charles Sturt odkrył źródło i zbadał środkowy bieg rzeki Darling. Nieco później zbadał rzekę Murray w pełnym jej biegu (Australia).
- 1830-36 – Thomas Mitchell zbadał południową Australię.
- 1831, 1835, 1836 i 1845 – Thomas Livingstone Mitchell w serii czterech wypraw zbadał dorzecza rzeki Darling.
- 1837-42 – John Clements Wickham prowadził dokładne badania topograficzne wybrzeży podróżując słynnym okrętem HMS Beagle.
- 1839-41 – Ernst Dieffenbach i E. Mathew, badacz niemiecki i angielski, prowadzili pierwsze szczegółowe pomiary i badania geologiczne Nowej Zelandii.
- 1839-41 – Edward John Eyre wyruszając z Adelaide najpierw odkrył jeziora wewnątrz kraju – Eyre, Torrens i inne, a następnie wzdłuż wybrzeża dotarł aż do dzisiejszego Albany na 117,5°E.
- 1839-44 – Paweł Edmund Strzelecki jako pierwszy badał Alpy Australijskie i ustalił najwyższy szczyt kontynentu (Góra Kościuszki). Strzelecki jest też odkrywcą zasobów złota w Australii. Jego imieniem została nazwana także Pustynia Strzeleckiego, leżąca na zachód od jeziora Eyre.
- 1844-45 – Ludwig Leichhardt, podróżnik niemiecki, badał północno-wschodnią Australię. Wyprawił się z Darling Downs najpierw na północ, a potem na zachód. Celem wyprawy było Perth na zachodnim wybrzeżu, lecz wobec piętrzących się trudności wyprawa zakończyła się na Ziemi Arnhema.
- 1844-65 – Adam Joachim Kulczycki prowadził badania geograficzne i geologiczne w Polinezji.
- 1846-58 – Augustus Charles Gregory w swych wyprawach badał okolice Perth (1846), a później powtórzył wyczyn Ludwiga Leichhardta, docierając lądem aż do Zatoki Józefa Bonaparte, zbadawszy przy tym bieg rzeki Sturt. W swej trzeciej wyprawie w 1858 dotarł do Jeziora Eyre od północnego wschodu.
- 1847-48 – Edmund Kennedy badał półwysep Jork i wnętrze lądu w okolicach jeziora Eyre.
- 1852 – Alfred Russel Wallace, uczony angielski, badał florę i faunę północnej części Nowej Gwinei.
- 1852-56 – Seweryn Korzeliński, poszukiwał i wydobywał złoto w Australii.
- 1858-62 – John McDouall Stuart, podróżnik angielski, badał środkową Australię i przeszedł kontynent z południa na północ.
- 1860-61 – Robert O’Hara Burke, urzędnik australijski i brytyjski oficer, przeszedł jako pierwszy kontynent z południa na północ wyruszając z Broken Hills i docierając do Zatoki Karpentaria.
- 1861 – wyprawa austriacka pod kierownictwem F. Hochestera i J. Haasta prowadziła badania geologiczne i przyrodnicze Nowej Zelandii.
- 1862-72 – Sygurd Wiśniowski podróżował po Australii i Oceanii.
- 1869, 1870 i 1874 – John Forrest w trakcie trzech wypraw badał południowo-zachodnią Australię pomiędzy jeziorem Eyre a miastem Perth.
- 1869-96 – Jan Stanisław Kubary prowadził badania przyrodnicze i etnograficzne w Mikronezji i Melanezji.
- 1871-72 – Nikołaj Mikłucho-Makłaj, etnograf rosyjski, badał północne wybrzeże Nowej Gwinei.
- 1872-75 – Ernest Giles, podróżnik angielski, badał nieznane obszary środkowej Australii, odkrył Góry Musgrave, jezioro Amadeus, Pustynię Gibsona i przeszedł Wielką Pustynię Wiktorii z zachodu na wschód.
- 1873 – Peter Warburton, podróżnik angielski, przeszedł Wielką Pustynię Piaszczystą w Australii z zachodu na wschód.
- 1875-76 – Ernest Giles, podróżnik angielski, badał zachodnią Australię.
- 1876-77 – Mikłucho-Makłaj badał wyspy zachodniej Mikronezji i północnej Melanezji.
- 1876 – John i Aleksander Forestowie, podróżnicy angielscy, badali zachodnią Australię.
- 1879-81 – Mikłucho-Makłaj badał południowe wybrzeża Nowej Gwinei i wyspy Melanezji.
- 1884 – Otto Finsch, kupiec niemiecki, odkrył rzekę Sepik na Nowej Gwinei i badał Archipelag Bismarcka.
- 1889-97 – William MacGregor, podróżnik angielski, badał brytyjską Nową Gwineę.

### XX wiek
- 1901 – Francis James Gillen przeszedł z południa na północ.
- 1902 – Murray i Maurice – przeszedł kontynent od Wielkiej Zatoki Australijskiej do Zatoki Cambridge.
- 1905 – Herbert Basedow badał Australię Zachodnią
- 1910 – Eric Mjöberg badał północno-zachodnią Australię.
- 1908-09 – Weston, podróżnik angielski, zbadał nieznany obszar Australii między Sturk Creek a górami środkowej Australii.
- 1910 – Hendrikus Albertus Lorentz, badacz holenderski, badał góry Nowej Gwinei.
- 1914-20 – Bronisław Malinowski prowadził badania terenowe w Australii i Oceanii.
- 1923-25 – George Hubert Wilkins badał nieznane obszary Queensland i Terytorium Północnego w Australii.
- 1926 – D. Mackay badał nieznane obszary Terytorium Północnego w Australii.
- 1927-28 – C. Karius i I. Champion, podróżnicy angielscy przeszli w poprzek Nowej Gwinei wzdłuż rzek Fly i Sepik.